# Henicorhina leucosticta
Henicorhina leucosticta е вид птица от семейство Troglodytidae.

## Разпространение
Видът е разпространен в Белиз, Бразилия, Венецуела, Гватемала, Гвиана, Еквадор, Колумбия, Коста Рика, Мексико, Никарагуа, Панама, Перу, Суринам, Френска Гвиана и Хондурас.